# Mîrne, Izeaslav
Mîrne (în ucraineană Мирне) este un sat în comuna Telijînți din raionul Izeaslav, regiunea Hmelnîțkîi, Ucraina.

## Demografie
Componența lingvistică a localității Mîrne
     Ucraineană (99,24%)
     Alte limbi (0,76%)
Conform recensământului din 2001, majoritatea populației localității Mîrne era vorbitoare de ucraineană (99,24%), existând în minoritate și vorbitori de alte limbi.